# Weitenhagen, Vorpommern-Rügen
Weitenhagen är en kommun och ort i Landkreis Vorpommern-Rügen i förbundslandet Mecklenburg-Vorpommern i Tyskland.
Kommunen ingår i kommunalförbundet Amt Franzburg-Richtenberg tillsammans med kommunerna Franzburg, Glewitz, Gremersdorf-Buchholz, Millienhagen-Oebelitz, Papenhagen, Richtenberg, Splietsdorf. Velgast och Wendisch Baggendorf.